# Pattadon Janngeon
Pattadon Janngeon (tiếng Thái: ภัชทา จันทร์เงิน, phiên âm: Bát-tha-đon Chan-ngơn, sinh ngày 22 tháng 10 năm 1996) còn có nghệ danh là Fiat (เฟียต, Phít), là một diễn viên, ca sĩ và vũ công người Thái Lan. Anh được biết đến với vai chính Tee trong bộ phim Grean Fictions (2013) và vai phụ Dae trong SOTUS S: The Series (2017) và Korn trong The Gifted (2018).

## Tiểu sử và học vấn
Fiat sinh ra ở Chiang Mai, Thái Lan. Anh đã tốt nghiệp chương trình giáo dục tiểu học và trung học tại trường Cao đẳng Montfort. Năm 2019, anh tốt nghiệp với bằng cử nhân ngành Điện ảnh và Truyền thông kỹ thuật số tại Khoa Nghệ thuật Truyền thông, Đại học Sripatum (Cơ sở chính Bang Khen), nơi anh được vinh danh là học sinh top đầu.
Ngày 29 tháng 1 năm 2022, Fiat chính thức rời GMMTV và trở thành diễn viên tự do

## c phim tham gia

### Phim điện ảnh
| Năm  | Tên phim           | Vai  | Ghi chú   | Ref.  |
| ---- | ------------------ | ---- | --------- | ----- |
| 2013 | Grean Fictions     | Tee  | Vai chính | [ 1 ] |
| 2014 | 1448 Love Among Us | Fiat | Vai phụ   | [ 3 ] |
| 2015 | Love Confession    | Tee  | Vai chính | [ 7 ] |

### Phim truyền hình
| Năm  | Tên phim                            | Vai                  | Ghi chú   | Ref.   |
| ---- | ----------------------------------- | -------------------- | --------- | ------ |
| 2013 | Carabao The Series                  |                      | Vai chính | [ 8 ]  |
| 2014 | Greanhouse                          | Tee                  | Vai chính | [ 9 ]  |
| 2016 | Little Big Dream                    |                      | Khách mời |        |
| 2017 | U-Prince Series: The Badly Politics | Fuse                 | Vai phụ   | [ 10 ] |
| 2017 | Slam Dance                          | Graph                | Vai phụ   | [ 11 ] |
| 2017 | SOTUS S: The Series                 | Day                  | Vai phụ   | [ 12 ] |
| 2018 | The Gifted                          | Korn Thanakorn       | Vai chính | [ 13 ] |
| 2019 | A Gift For Whom You Hate            | Oat                  | Vai chính | [ 14 ] |
| 2020 | Angel Beside Me                     | Gabriel (Thiên thần) | Vai phụ   | [ 15 ] |
| 2020 | Turn Left Turn Right                | James                | Vai phụ   | [ 16 ] |
| 2020 | The Gifted: Graduation              | Korn Thanakorn       | Vai chính | [ 17 ] |
| 2020 | My Gear and Your Gown               | Pure                 | Vai chính | [ 18 ] |
| 2021 | Girl2K                              | Kampun               | Vai chính | [ 19 ] |
| 2021 | Mr. Lipstick                        | Tanwatan             | Vai phụ   |        |
| 2022 | The War of Flower                   | Worawet              | Vai phụ   |        |
| 2022 | Return Man                          |                      |           |        |

## Âm nhạc
| Năm  | Tên bài hát                                                     | Đài        | Ref.   |
| ---- | --------------------------------------------------------------- | ---------- | ------ |
| 2018 | สู้ซ่า (Soo Za) - cùng với Harit Cheewagaroon & Phuwin Tangsakyuen | GMM Grammy | [ 20 ] |
| 2018 | เข้าใจใช่ไหม (Kao Jai Chai Mai)                                   | GMM Grammy | [ 21 ] |
| 2020 | แค่อีกครั้ง (Better Man) (Kae Ek Krang)                             | GMM Grammy | [ 22 ] |

## Giải thường và đề cử
| Indicates non-competitive categories | Cho biết các danh mục không cạnh tranh |

| Năm  | Tác phẩm được đề cử | Hạng mục         | Giải thưởng                                 | Kết quả   | Ref.          |
| ---- | ------------------- | ---------------- | ------------------------------------------- | --------- | ------------- |
| 2013 | Grean Fictions      | Best Actor       | Bangkok Critics Assembly Awards             | Đề cử     | [ 23 ]        |
| 2013 | Grean Fictions      | Best Actor       | Starpics Thai Films Awards                  | Đề cử     | [ 24 ]        |
| 2013 | Grean Fictions      | Best Actor       | Suphannahong National Film Awards           | Đề cử     | [ 25 ] [ 26 ] |
| 2019 | —                   | Male Rising Star | National Alliance for Tobacco Free Thailand | Đoạt giải | [ 27 ]        |